# Cáscara

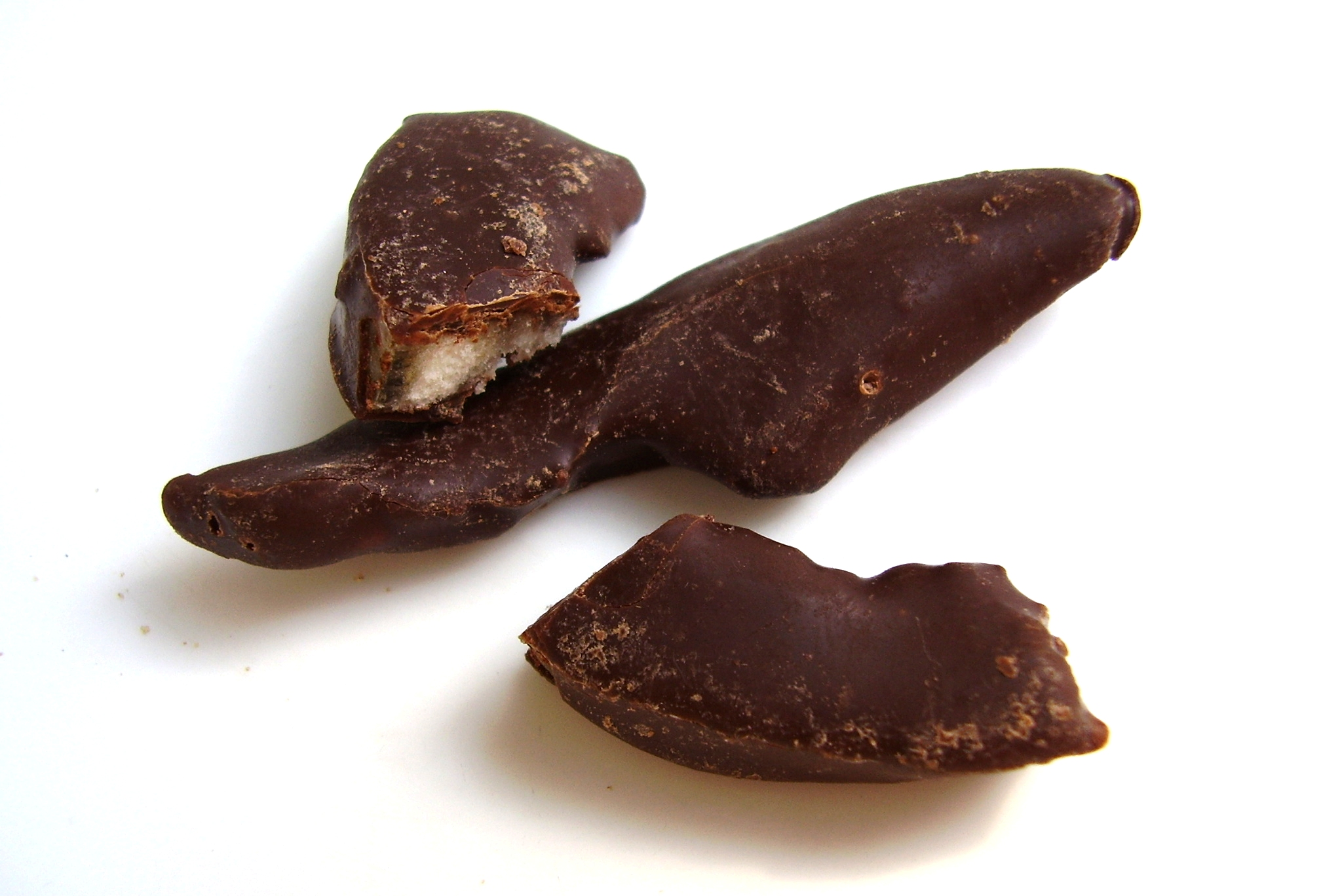
Cáscara de un cítrico, con una cubierta color chocolate.

La cáscara (también xolochtle) es la capa protectora de una fruta o vegetal, del cual puede desprenderse . En botánica, se refiere usualmente al exocarpio o exocarpo; no obstante, este último se refiere también a cubiertas más duras en el caso de la nuez, que no posee propiamente una cáscara, porque su capa protectora no puede desprenderse con la mano. La cáscara de nuez está hecha de madera de nogal.[cita requerida]
Una fruta con una cáscara gruesa, como en los cítricos, se llama hesperidio. En el hesperidio, la capa interna (llamada también albedo o, coloquialmente "lo blanco de la naranja" o "pan") se desprende junto con la capa externa (llamada flavedo), y ambas capas se llaman cáscara, en conjunto. Tanto el flavedo como el albedo son, respectivamente, el exocarpo y el mesocarpo. La capa de jugo que se encuentra dentro de la cáscara (y que contiene las semillas) es el endocarpio.[cita requerida]
La cáscara se llama también corteza, piel o concha (en Venezuela y Honduras).